# قضيبية مفيدة
قضيبية مفيدة (الاسم العلمي: Diaphorobacter) هي جنس من البكتيريا، سلبية الغرام، تتبع فصيلة الكوماموناسيات.